# Любовь (Забайкальский край)
Любо́вь — село в Кыринском районе Забайкальского края России. Административный центр и единственный населённый пункт сельского поселения «Любавинское».

## География
Село находится в восточной части района, на берегах реки Дунда-Хонгорун (приток реки Кыры), на расстоянии примерно 12 километров (по прямой) к востоку-северо-востоку (ENE) от села Кыра. Абсолютная высота — 1177 метров над уровнем моря.
Климат
Климат характеризуется как резко континентальный, с продолжительной холодной зимой и относительно жарким и влажным летом. Средняя температура самого тёплого месяца (июля) составляет 12 — 18 °С. Средняя температура самого холодного месяца (января) — −22 — −24 °С Годовое количество осадков — около 350 мм.
Часовой пояс
Село Любовь находится в часовой зоне МСК+6. Смещение применяемого времени относительно UTC составляет +9:00.

## История
Населённый пункт основан в связи с открытием и разработкой (с конца XIX века) месторождений золота в Любавинском рудном узле. В 1991 рудник Любовь был остановлен, а его шахты затоплены. 

## Население
| 1989 | 2002 | 2010 | 2012 | 2013 | 2014 | 2015 |
| ---- | ---- | ---- | ---- | ---- | ---- | ---- |
| 1521 | ↘951 | ↘737 | ↘723 | ↘720 | ↘708 | ↘691 |
| 2016 | 2017 | 2018 | 2019 | 2020 | 2021 |      |
| ↗694 | ↘682 | ↘665 | ↘656 | ↘640 | ↘507 |      |

Половой состав
По данным Всероссийской переписи населения 2010 года в гендерной структуре населения мужчины составляли 51,7 %, женщины — соответственно 48,3 %.
Национальный состав
Согласно результатам переписи 2002 года, в национальной структуре населения русские составляли 99 % из 951 чел.

## Инфраструктура
В селе функционируют средняя общеобразовательная школа, детский сад, клуб и сельская врачебная амбулатория.

## Улицы
Уличная сеть села состоит из шестнадцати улиц.